# Trevor Rees-Jones
Trevor Rees-Jones (Rinteln, 3 maart 1968), ook bekend als Trevor Rees, is een voormalige lijfwacht van Dodi Al-Fayed.
Rees-Jones raakte ernstig gewond bij het auto-ongeluk waarbij Al-Fayed, prinses Diana en hun chauffeur Henri Paul om het leven kwamen. Omdat hij ernstig hoofdletsel opliep, kan hij zich niet meer alles herinneren van het ongeluk. Volgens velen heeft hij het ongeluk overleefd doordat hij – als enige – een veiligheidsgordel droeg, hoewel Operation Paget in december 2006 concludeerde dat geen van de inzittenden een gordel droeg.